# Stazione di Tres Cantos
La stazione di Tres Cantos è una stazione ferroviaria a servizio del comune di Tres Cantos, sulla linea Madrid - Burgos.
Forma parte della linea C4 delle Cercanías di Madrid.
Si trova tra calle Granizo e il Paseo de Europa nel comune di Tres Cantos.